# Ophion scutellaris
Ophion scutellaris là một loài tò vò trong họ Ichneumonidae.